# Macromia chaiyaphumensis
Macromia chaiyaphumensis är en trollsländeart som beskrevs av Hämäläinen 1986. Macromia chaiyaphumensis ingår i släktet Macromia och familjen skimmertrollsländor. IUCN kategoriserar arten globalt som livskraftig. Inga underarter finns listade i Catalogue of Life.